# (Neve) Ridens
(Neve) Ridens è il quinto album di studio del cantautore italiano Marco Parente.

## Il disco
Anticipato dal singolo Neve ridens, cantato assieme a Manuel Agnelli degli Afterhours e GoodMorningBoy, (Neve) Ridens esce il 24 febbraio 2006 per Mescal.
Il progetto "Neve Ridens" consta in due album pubblicati a pochi mesi di distanza, diversi tra loro eppure accomunati dal titolo nonché speculari: (Neve) Ridens, appunto, e il precedente Neve (Ridens). La differenza è data dalle scelte musicali, mentre le similitudini provengono dalle bizzarre fonti di ispirazione: i fiocchi bianchi di neve che cadono durante l'inverno, il sorriso spontaneo che lascia intravedere i denti e il ghigno di una iena.

## Tracce
1. Neve - 4:44
2. Michelangelo Antonioni - 3:06
3. Trilogia del sorriso animale: I sorriso - 2:24
4. Trilogia del sorriso animale: II sorriso - 3:33
5. Amore cattivo - 6:37
6. Neve ridens con Manuel Agnelli e Marco Iacampo - 4:11
7. Gente in costruzione - 3:27
8. Ascensore inferno piano terra - 8:04
9. 30 secondi di vento - 2:13
10. Vita moderna - 2:19

### Musicisti
- Marco Parente: voce, chitarra, piano, batteria, groove, marimbe
- Alessandro "Asso" Stefana: chitarre, piano, ukelele, computer effects, armonica
- Enrico Gabrielli: clarinetto basso, flauto, Wurlitzer, clavinet, clarinetti
- Giovanni Dall'Orto: basso, groove box
- Enzo Cimino: batteria, batteria di custodie, gamelan preparato, glockenspiel

### Altri musicisti
- Manuel Agnelli: voce in Neve ridens
- Marco Iacampo: voce in Neve ridens
- Dario Buccino: lamiere d'acciaio in Neve

### Crediti
- Musica e testi: Marco Parente eccetto Michelangelo Antonioni di Caetano Veloso, Vita moderna di Marco Parente e Alessandro "Asso" Stefana e Neve ridens (testo di Marco Parente e David Bindi)
- Produzione: Marco Parente
- Registrato e mixato da Giacomo Fiorenza all'Alpha Dept studio di Bologna eccetto Neve, Amore cattivo (prima parte), Gente in costruzione e Vita moderna registrate al Perpetuum Mobile di Nave (BS) da Alessandro "Asso" Stefana